# Elsing
Elsing – wieś w Anglii, w hrabstwie Norfolk, w dystrykcie Breckland. Leży 20 km na północny zachód od Norwich i 156 km na północny wschód od Londynu.
W 2001 miejscowość liczyła 229 mieszkańców.